# Хмарні острови
Хмарні острови (фран. Îles Nuageuses) — це незаселений французький архіпелаг площею 16 км², який входить до архіпелагу Кергелен, французької території в південній частині Індійського океану, складається з 3 островів. Острови є важливим місцем розмноження морських птахів , особливо пінгвінів і альбатросів, а також морських котиків.
Острови вільні від інтродукованих видів і тому вкриті густою субантарктичною рослинністю приблизно до 200 м. Люди на них з'являються рідко.

## Географія
Острів Іль-де-Кроя сягає близько чотирьох кілометрів у довжину і два кілометри в ширину і досягає максимальної висоти 518 метрів на вершині Іль-де-Кроя, у центрі якого є кратерне озеро, яке називається Лак-Клодін. Острів Іль-дю-Лоран має подібні розміри та максимальну висоту 500 метрів на Пік Шарко. Їх розділяє перевал Алуетт шириною близько 7 км, на південний схід від якого розташовані острови Тернай, два менших низинних острова. Нарешті, далі на північ і подалі від інших островів (13 км від острова Роланд), знаходиться острівець Рендес-Ву.

## Історія
Хмарні Острови були вперше помічені під час другої експедиції Іва Жозефа де Кергелена де Тремарека в 1773 році. Вони були названі так через часто вкриті туманом вершини своїх скель. Так само назвав їх і Джеймс Кук у 1776 році.